# Fuglefjeld
Et fuglefjeld er et fjeld med en stejl side opdelt i mange afsatser. Fjeldsiden ligger ofte ud mod kysten og kan være eroderet, så den øverste del rager længere ud end den nederste. For at egne sig til redebygning, skal fjeldet have mange afsatser, der er velegnede til redepladser. Et fuglefjeld vil ofte være domineret af en enkelt fugleart. I en koloni af fugle ligger rederne ofte meget tæt. Hvis der er mange individer, forbedres chancen til overlevelse, fordi rovdyr, herunder rovfugle, kun kan gøre et begrænset indhug i bestanden.
Fuglearterne etablerer sig på fjeldhylderne, alt efter deres naturlige tilbøjeligheder. Nogle steder er det let at komme ned til hylderne, men de fleste steder er det nødvendigt med en særlig line. Æggene samles i en kort periode, og fangsten af voksne fugle fra juni til sidst i juli. På Færøerne var det almindeligt, at fange lunderne lige efter deres ankomst i juni. De blev fanget i deres huler øverst på fjeldsiden.
I gamle dage var fuglefjeldene i Norge, Færøerne, Island og Grønland en vigtig fødekilde for lokalbefolkningen. En almindelig fangstmetode på Færøerne og Island består i at fange fuglene med fleygastong (islandsk: fuglaháfur, gælisk: bruannalach). Fuglefængeren finder et sikkert sted i fuglefjeldet i den rigtige vindretning, så fuglene flyver mod ham, og han får fanget dem i nettet. En dygtig fanger kan fange flere hundrede på en dag. Også på fuglefjeldet Røst i Lofoten er der traditionelt blevet jagtet fugle.
Det eneste fuglefjeld i Danmark er Bulbjerg i Thy, hvor ca. 200 rider har ynglet siden 1974. Enkelte par mallemukker har siden 1990'erne også opholdt sig på fuglefjeldet, dog uden endnu at have ynglet.

## Fugle, der yngler på fuglefjelde i Nordatlanten
- Lunde Sule Ride Mallemuk Lomvie Polarlomvie
- Alk Søkonge Stor stormsvale Lille stormsvale